# Avion Express
Avion Express ist eine litauische Charterfluggesellschaft mit Sitz in Vilnius und Basis am Flughafen Vilnius, welche sich vor allem auf ACMI-Vermietungen spezialisiert hat, und ist, über Eyjafjoll SAS, eine Tochtergesellschaft von Avia Solutions Group.

## Geschichte

### Gründung
Avion Express wurde 2005 als Nordic Solutions Air Services gegründet. Zu dieser Zeit betrieb die Fluggesellschaft vier Fracht- und Passagierflugzeuge vom Typ Saab 340.
Im Jahr 2008 erhielt das Unternehmen den heutigen Namen Avion Express. Zwei Jahre später, 2010, wurde Avion Express von der französischen Investmentgesellschaft Eyjafjoll SAS übernommen, die von Avion Capital Partners aus der Schweiz zusammen mit anderen Investoren gegründet wurde. Die neuen Eigentümer entschieden sich zu diesem Zeitpunkt, einen Plan auszuarbeiten, um den operativen Betrieb des Unternehmens in den ACMI-Bereich zu verlagern. ACMI bezeichnet dabei eine Flugzeugleasingvereinbarung zwischen zwei Fluggesellschaften, bei der eine Fluggesellschaft (der Leasinggeber) einer anderen Fluggesellschaft (dem Leasingnehmer) ein Flugzeug, eine Besatzung, die notwendige Wartung und eine Versicherung für das Fluggerät zur Verfügung stellt; der Leasingnehmer bezahlt die geleisteten Stunden und übernimmt auch die direkten Betriebskosten, einschließlich, aber nicht beschränkt auf: Treibstoff, Flughafengebühren und Überfluggebühren sowie alle anderen Abgaben, Steuern usw. Im Rahmen des ersten Schrittes dieses Plans führte man Maschinen des Typs Airbus A320 in die Flotte der Avion Express ein.

### Spätere Entwicklung
Im Jahr 2011 stellte Avion Express sodann den ersten Airbus A320 mit dem Luftfahrzeugkennzeichen LY-VEX als Passagierflugzeug in der eigenen Flotte vor. Die LY-VEX war zu dieser Zeit das erste in Litauen registrierte Airbus-Flugzeug.  Im Dezember kamen zwei weitere Airbus A320 zur Flotte hinzu.
Ein Jahr später wurden zwei Airbus-A320-Flugzeuge an die isländische Fluggesellschaft WOW air verleast.
Im Jahr 2013 hat Avion Express das IOSA-Betriebssicherheitsaudit (IOSA Operational Safety Audit) erfolgreich bestanden und somit eine IATA-Registrierung erhalten. Das letzte Frachtflugzeug vom Typ Saab 340 wurde im März 2013 außer Betrieb genommen.
Bis zum Sommer 2014 betrieb die Fluggesellschaft eine Flotte von 9 Airbus A320 und 2 Airbus A319. Im selben Jahr gründete Avion Express die Tochtergesellschaft Dominican Wings, eine Billigfluggesellschaft mit Sitz in Santo Domingo, Dominikanische Republik.

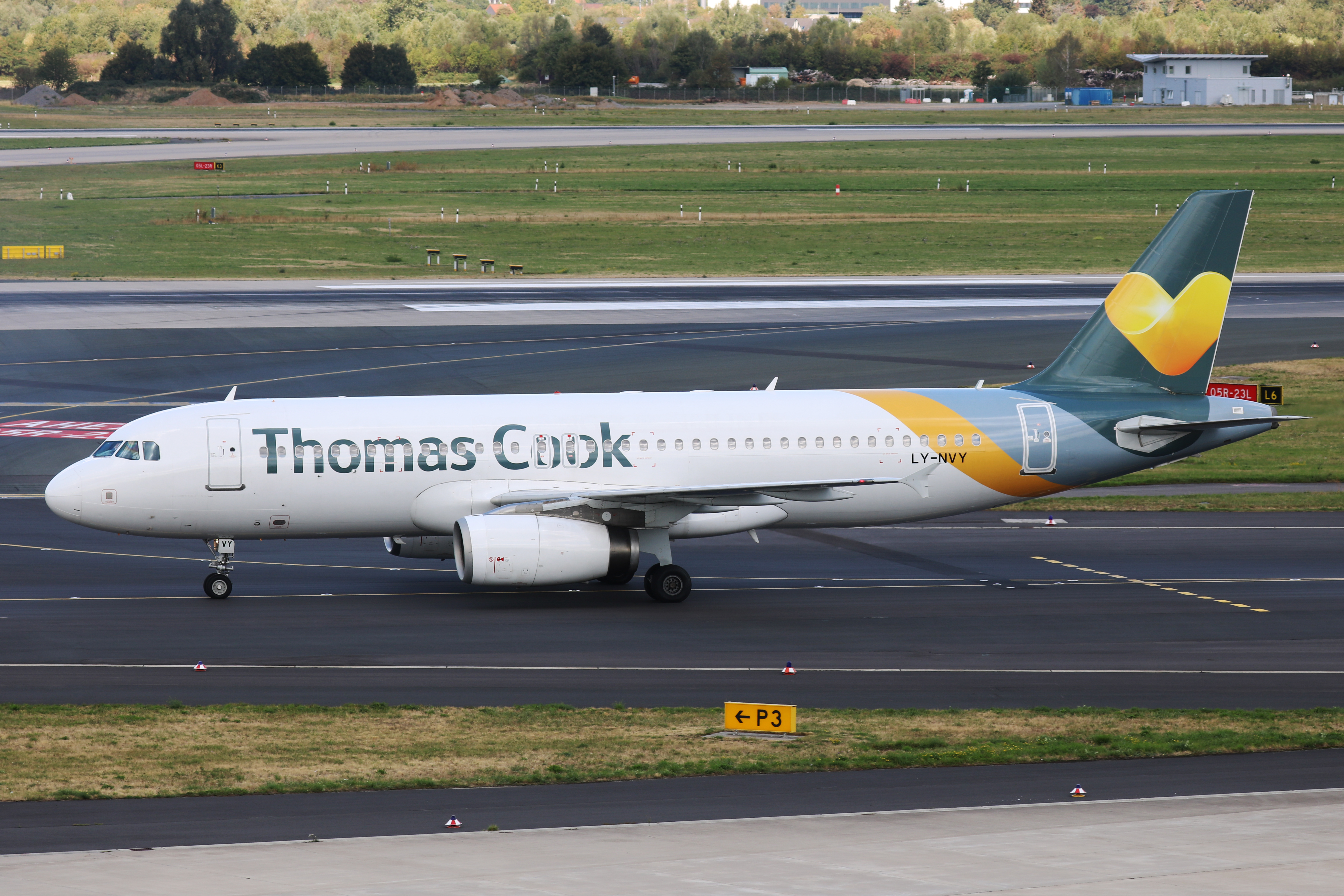
Für Thomas Cook betriebener Airbus A320-200 der Avion Express auf dem Flughafen Düsseldorf, Spätsommer 2018

Im Sommer 2017 führte Avion Express Airbus-A321-Flugzeuge in die Flotte des Unternehmens ein. So wurden im Auftrag von Thomas Cook Airlines und Condor insgesamt 3 Flugzeuge dieses Typs in Betrieb genommen, bevor Avion Express im Juni desselben Jahres bekanntgab, dass sie ihren 65-%-Anteil an Dominican Wings an den Präsidenten des Unternehmens, Victor Pacheco, verkauft hat.
Avion Express hat im Jahr 2018 im Hinblick auf den Betrieb die Menge von 250 Blockstunden pro Tag überschritten und damit das bisher höchste, firmeneigene Tagesergebnis erreicht; insgesamt flog Avion Express in diesem Jahr 52.500 Blockstunden, was ebenso den bis dato unternehmenseigenen Höchstwert darstellt und einem Zuwachs von 27 % gegenüber 2017 entspricht.

## Kunden
In den letzten Jahren hat Avion Express für eine Vielzahl von Fluggesellschaften operiert, darunter SunExpress, Norwegian Air Shuttle, LOT Polish Airlines, easyJet und Eurowings.

## Flotte

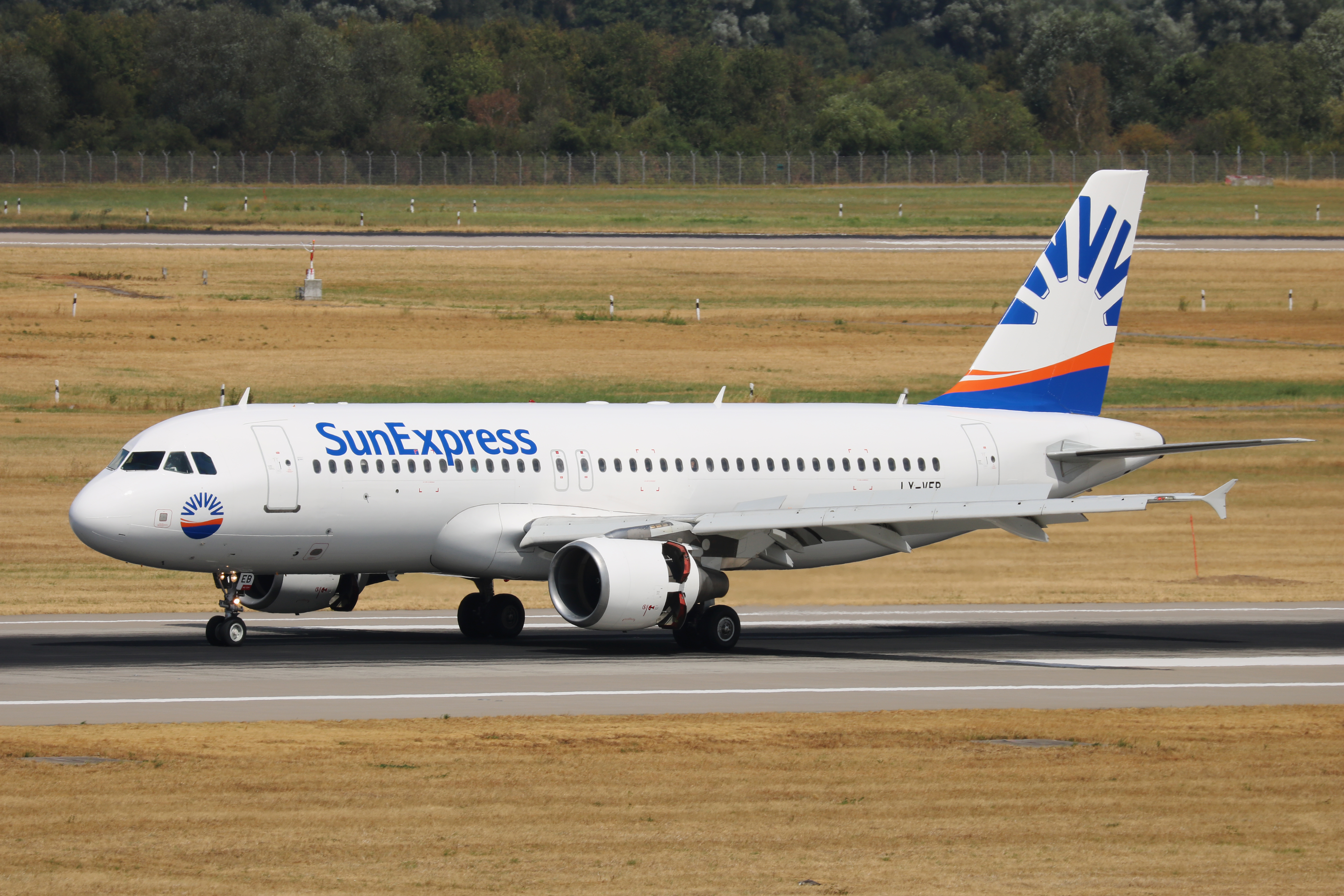
Für SunExpress betriebener Airbus A320-200 der Avion Express auf dem Flughafen Düsseldorf, Sommer 2018

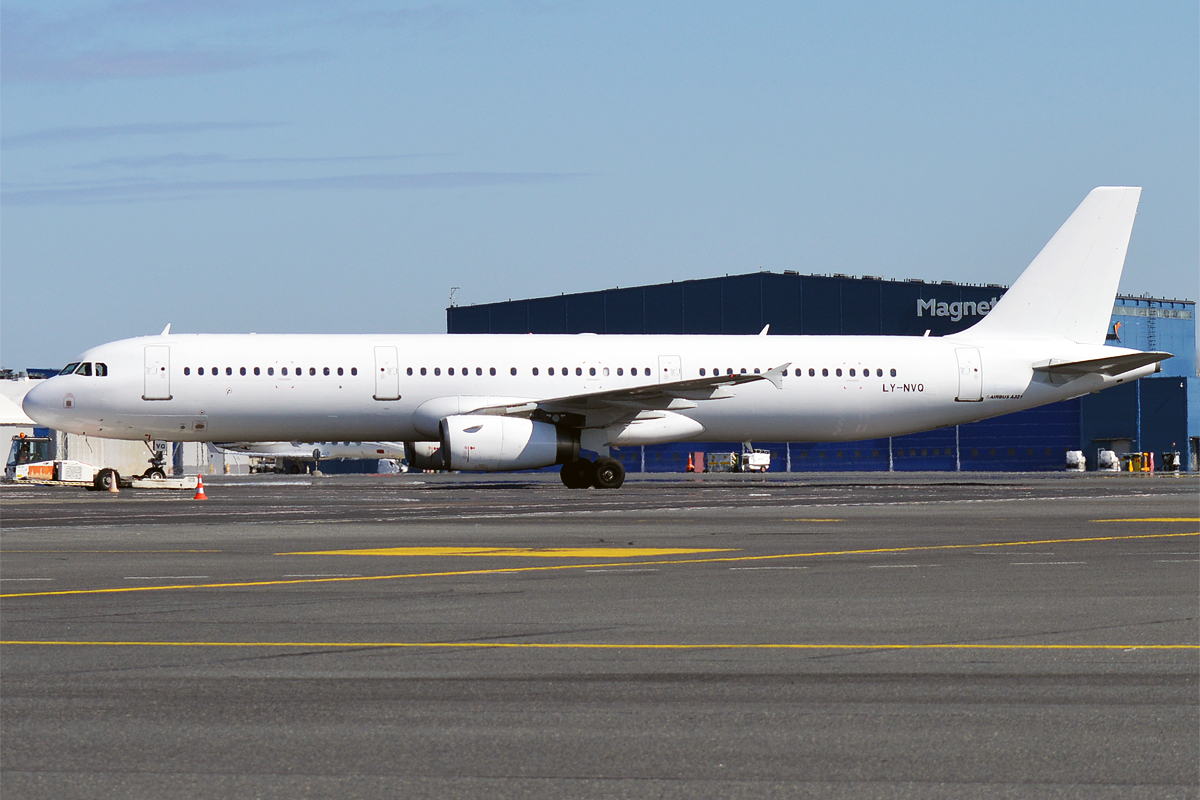
Airbus A321-200 der Avion Express

Mit Stand April 2025 besteht die Flotte der Avion Express aus 16 Flugzeugen mit einem Durchschnittsalter von 16,6 Jahren:
| Flugzeugtyp     | Anzahl | bestellt | Bemerkungen                                                                  | Sitzplätze | Durchschnittsalter |
| --------------- | ------ | -------- | ---------------------------------------------------------------------------- | ---------- | ------------------ |
| Airbus A320-200 | 15     |          | einer mit Sharklets ausgestattet; zwei inaktiv; vier betrieben für Transavia | 180        | 16,4 Jahre         |
| Airbus A321-200 | 01     |          |                                                                              | 220        | 19,3 Jahre         |
| Gesamt          | 16     | -        |                                                                              |            | 16,6 Jahre         |

## Ehemalige Flugzeugtypen
- Airbus A319-100

## Partnerschaften
Im August 2017 unterzeichnete Avion Express einen Partnerschaftsvertrag mit der Litauischen Luftfahrtakademie (A. Gustaitis Luftfahrt-Institut an der VGTU). Das Hauptaugenmerk der Partnerschaft liegt darauf, den Studenten des Studiengangs „Flugzeugpiloten“ und der technischen Studienprogramme die Möglichkeit zu geben, mehr über die Luftfahrt und das Unternehmen zu erfahren, Erfahrungen während Praktika zu sammeln und nach dem Studium für die Fluggesellschaft tätig zu werden.
Seit Herbst 2017 arbeitet Avion Express auch mit BAA Training, einem der Luftfahrt-Trainingszentren in Nordeuropa, an einem Kadettenprogramm für Piloten mit wenig oder keiner Flugerfahrung zusammen. In dieser Partnerschaft bildet BAA Training Piloten aus, um die offenen Stellen für die Avion-Express-Flotte zu besetzen.

## Avion Express Malta
Avion Express Malta wurde im Jahre 2018 als Charter- und ACMI-Leasinggesellschaft gegründet. Sie hat ihren Sitz in Lija, Malta und ihre Basis auf dem Flughafen Malta. Der Flugbetrieb startete am 20. Mai 2019.

### Flotte
Mit Stand April 2025 besteht die Flotte der Avion Express Malta aus 39 Flugzeugen mit einem Durchschnittsalter von 15,6 Jahren:
| Flugzeugtyp     | Anzahl | bestellt | Anmerkungen                                                                                              | Sitzplätze | Durchschnittsalter |
| --------------- | ------ | -------- | --- | ---------- | ------------------ |
| Airbus A320-200 | 38     |          | drei mit Sharklets ausgestattet; drei inaktiv; 15 betrieben für Eurowings, 16 betreiben für Viva Aerobus | 180        | 15,5 Jahre         |
| Airbus A321-200 | 01     |          | inaktiv; betrieben für Sky Cana                                                                          | 220        | 21,0 Jahre         |
| Gesamt          | 39     | -        | |            | 15,6 Jahre         |